# Ma Xingrui

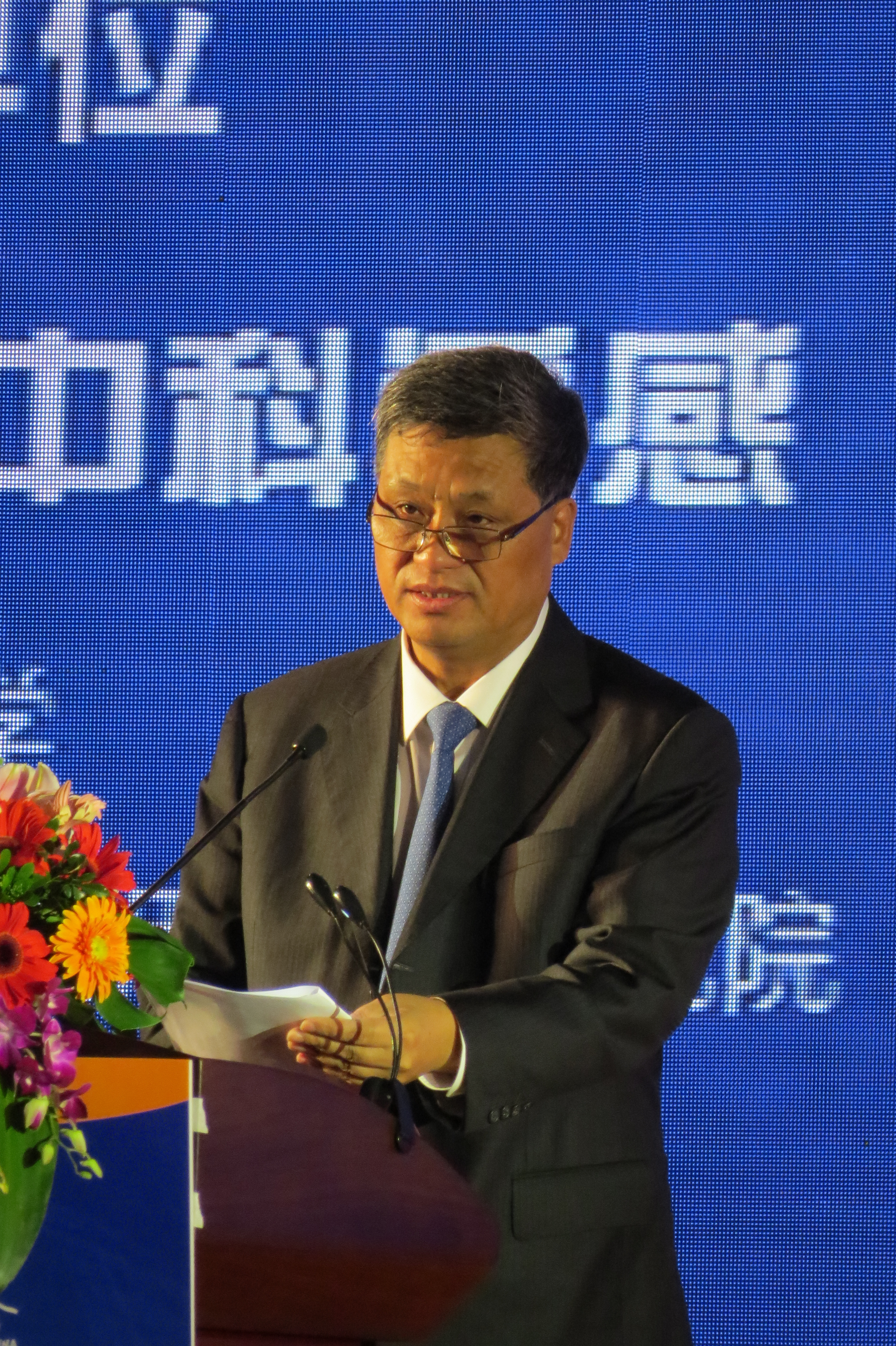
Ma Xingrui (2016)

Ma Xingrui (chinesisch 馬興瑞 / 马兴瑞, Pinyin Mǎ Xīngruì; * Oktober 1959 in Shuangyashan) ist ein chinesischer Raumfahrtingenieur und Politiker. Seit Dezember 2021 ist er Parteisekretär des Uigurischen Autonomen Gebietes Xinjiang, nachdem er seit 2016 Gouverneur der Provinz Guangdong gewesen war. Ma ist Vollmitglied des 18. Zentralkomitees der Kommunistischen Partei Chinas.
Ma Xingrui gilt als einer der Spitzenwissenschaftler des Landes. Zuvor war er Vizepräsident der Polytechnischen Universität Harbin, Generaldirektor der China Aerospace Science and Technology Corporation, Direktor der Nationalen Raumfahrtbehörde Chinas und dort in leitender Funktion am Mondprogramm der Volksrepublik China beteiligt.

## Leben und Karriere
Ma Xingrui wurde im Oktober 1959 in Shuangyashan (Provinz Heilongjiang) als Sohn einer Bergarbeiterfamilie im industriellen Nordosten Chinas geboren. Seine Familie stammt ursprünglich aus dem Kreis Yuncheng (Shandong). Er erhielt 1982 einen Bachelor-Abschluss am Fuxin Mining College (jetzt Technische Universität Liaoning) und schloss ein Studium für allgemeine Mechanik an der Tianjin-Universität ab. Er promovierte in Mechanik an der Polytechnischen Universität Harbin (HIT). Er trat der Kommunistischen Partei Chinas im Januar 1988 bei. 

### Karriere in der Wissenschaftsadministration
Im Dezember 1991 wurde er zum Professor am HIT ernannt. Im April 1992 wurde er Dekan der Fakultät für Raumfahrttechnik und im April 1996 zum Prorektor der Universität ernannt.
Im Mai 1996 wurde Ma zum stellvertretenden Vorstandsvorsitzenden der Chinesischen Akademie für Weltraumtechnologie (CAST) ernannt und wurde Leiter und Chefingenieur des Satellitenprojekts Shijian 5, Chinas erstem modernen Kleinsatelliten. 1999 wurde er zum stellvertretenden Geschäftsführer der China Aerospace Science and Technology Corporation (CASC) ernannt. Im Dezember 2003 wurde er zusätzlich zum Vorsitzenden der von CASC, der Chinesischen Volksbank und der damaligen Kommission für Wissenschaft, Technik und Industrie für Landesverteidigung gemeinsam betriebenen Sino Satellite Communications Company ernannt und arbeitete als stellvertretender Stabschef an den frühen Mondmissionen mit. Im September 2007 stieg er zum Generaldirektor der CASC auf.
Er war Stabschef bei der Mission Chang’e 3, Chinas erster Mondlandung.

### Übergang in die politische Laufbahn
Der eigentliche politische Aufstieg Mas begann mit der Ernennung Xi Jinpings zum Generalsekretär der Kommunistischen Partei Chinas im Jahr 2012. Ma wurde 2012 zum Vollmitglied des 18. Zentralkomitees der Kommunistischen Partei Chinas gewählt. Mit diesem Aufrücken in die höchsten Kreise der Macht begann die allmählich erfolgende Verschiebung seiner Funktionen fort von der Technikorganisation und hin zu politischen Führungsposten.
Im Jahr 2013 wurde Ma zum Direktor der China National Space Administration, zum Direktor der chinesischen Atomenergiebehörde und zum Leiter der Nationalen Behörde für Wissenschaft, Technik und Industrie in der Landesverteidigung im Rang eines Staatssekretärs ernannt. 2013 erfolgte auch seine Ernennung zum Vizeminister für Industrie und Informationstechnik. Damit war sein Wandel vom Wissenschaftler zu einem der bedeutendsten Funktionäre bereits weit fortgeschritten.
Im November 2013 verließ Ma seine Position in der Wissenschaft und wurde nach Guangdong versetzt, wo er stellvertretender Parteichef in Guangdong und gleichzeitig der Sekretär der politischen und rechtlichen Kommission der Provinz war. Im März 2015 wurde er zum Sekretär der Kommunistischen Partei in Shenzhen ernannt und ersetzte Wang Rong. Seine Arbeit als Parteisekretär in der in der Provinz Guangdong gelegenen Stadt Shenzhen, die auch als „Startup-Stadt“ und als eine Art Geburtsstätte des chinesischen Wirtschaftserfolges gilt, besaß einen Übergangscharakter zwischen seiner Laufbahn in der Wissenschaftsadministration und in der Politik. Ma sollte kurze Zeit später als Gouverneur die Leitung über die gesamte Provinz erhalten.

### Karriere als Politfunktionär

#### Gouverneur von Guangdong
Im Dezember 2016 wurde Ma zum Gouverneur der Provinz Guangdong ernannt. Ma war der erste Gouverneur seit über 30 Jahren, der nicht aus der Provinz kam und der erste Gouverneur der Provinz, der nicht die Kantonesische Sprache beherrschte. Ma trat sein Amt am 23. Januar 2017 an. Er beaufsichtigte damit eines der wichtigsten Produktionszentren Chinas, das nicht nur als Chinas „Tor zur Welt“ gilt und über eine der weltweit stärksten Volkswirtschaften verfügt, sondern auch wiederholt als Versuchsort für liberalisierende Modelle diente.

#### Parteisekretär von Xinjiang
Mit Wirkung vom 25. Dezember 2021 übernahm Ma von Chen Quanguo den Posten des Parteisekretärs des Uigurischen Autonomen Gebietes Xinjiang. Die Übernahme des Amtes, das traditionell Mitgliedern des 25-köpfigen Politbüros der Kommunistischen Partei Chinas vorbehalten war, wurde als spektakulärer und auch für erfahrene China-Beobachter überraschender Karrieresprung Mas gewertet. Die offizielle Zeitung des Parteikomitees Xinjiangs, Xinjiang Daily, teilte mit, Ma habe zugesagt, die Xinjiang-Politik Präsident Xi Jinpings fortzuführen. Dem Wortlaut der Staatszeitung zufolge würden Mas Prioritäten darin liegen, erstens „immer den ideologischen und politischen Aktionen des Genossen Xi Jinping“ zu folgen, zweitens „niemals eine Umkehr der hart erkämpften Stabilität“ zuzulassen und drittens eine „hochwertige wirtschaftliche Entwicklung“ voranzutreiben. Ma selbst versprach nach seiner Ernennung zum KP-Chef Xinjiangs, „die öffentliche Ordnung aufrechtzuerhalten“ und „niemals Stabilitätsverluste zuzulassen“. Er lobte Xi für dessen „geschickte Führungskunst“ und Chen für dessen „führende Rolle“ bei der Sicherstellung des „sozialen und wirtschaftlichen Fortschritts“ Xinjiangs. Ma versprach, auf dem von Chen vorgezeichneten Weg der „Stabilisierung“ „voranzuschreiten“. Unter Xi hatte Xinjiang seit Jahren eine Politik der Verfolgung und Umerziehung der Uiguren und anderer turkstämmiger Minoritätenethnien erlebt, die seit 2017 von Mas Vorgänger Chen geleitet und durch die Einrichtung eines Systems der Masseninternierung und Massenüberwachung umgesetzt worden war. Die USA, die das Vorgehen der VR China gegen ethnische Uiguren und andere muslimische Minderheiten als Völkermord einstufen, hatten daher im Jahr 2020 gegen Chen in seiner Funktion als KP-Chef Xinjiangs Sanktionen unter dem Vorwurf „schwerer Menschenrechtsverletzungen“ verhängt. Weltgeschichtliche Relevanz hatte die Funktion des Parteisekretärs Xinjiangs dadurch erhalten, dass die Errichtung überwachungsstaatähnlicher Strukturen in Xinjiang durch Chen zu Strafmaßnahmen der USA und der EU gegen Chen als Parteisekretärs Xinjiangs geführt hatten, die dann wiederum Gegensanktionen Chinas zur Folge hatten, aus welchen schließlich umgekehrt das vorläufige Ende des Umfassenden Investitionsabkommens (CAI) resultiert hatte.
Aufgrund dieser politischen Konstellation in Xinjiang, deren Brisanz selbst jene der Region Tibet übertrifft, kann der Posten Mas als Parteisekretär, der in der Bedeutung dem des Provinzgouverneurs von Xinjiang noch übergeordnet ist, als Bewährungsprobe für einen möglichen Aufstieg in die nationale Führungsriege angesehen werden. Mas Ernennung zum KP-Chef Xinjiangs wird als wegbereitender Schritt für eine von Experten erwartete Beförderung Mas vom ZK-Mitglied zum Politbüro-Mitglied beim kommenden Parteitag der Kommunistischen Partei Chinas im Jahr 2022 angesehen. Experten gingen – auch auf Basis der ersten Äußerungen Mas zum Thema – davon aus, dass Ma das Programm seines Vorgängers Chen, das Förderung der Ökonomie und politisch-kulturelle Repression kombinierte, ohne Richtungswechsel fortführen werde. Sie verwiesen darauf, dass für die Umsetzung der repressiven Maßnahmen in Xinjiang zwar Chen, für die Leitung der chinesischen Xinjiangpolitik in ihrer Breite aber Xi verantwortlich gewesen sei. Der Historiker und Xinjiang-Experte James Millward vermutete, dass die Ernennung Mas zum KP-Chef Xinjiangs unter anderem zu dem Zweck erfolgt sei, den Eindruck von „Normalität“ in der chinesischen Xinjiang-Politik vorzutäuschen und die Aufmerksamkeit auf die „wirtschaftliche Entwicklung“ der Region zu lenken. Mas Ernennung zum Parteisekretär Xinjiangs wurde auch deshalb als besonders heikel eingeschätzt, weil in den USA fast zeitgleich ein eigens für Waren aus Xinjiang erlassenes Gesetz – der vorwiegend auf die Produkte Baumwolle, Tomaten und Polysilizium abzielende „Uyghur Forced Labor Prevention Act“ – in Kraft trat, das Einfuhrverbote für die Fälle vorsah, in denen die importierenden US-Firmen keinen Nachweis für die zwangsarbeitfreie Produktion der Güter in Xinjiang erbringen können.